# Alfred Mathey
Pour les articles homonymes, voir Mathey.
René-Charles-Alfred Mathey (né le 23 septembre 1819 à Chalon-sur-Saône et mort le 25 juin 1892 à Ameugny), est un avocat, proche d'Alphonse de Lamartine, préfet sous la Deuxième République, homme politique  et sénateur français.

## Biographie
Fils de Charles Mathey, il étudia le droit à Paris et s'inscrivit au barreau. Rédacteur au National (1846), et d'opinions républicaines modérées, il se lia d'amitié avec Lamartine.
En février 1848, à la suite de la révolution, il devint capitaine d'artillerie de la garde nationale. Puis, Cavaignac devenu président du conseil, il fut nommé préfet des Ardennes. Il fut révoqué le 13 février 1849 sous le prétexte de s'être rendu à Paris sans l'autorisation de son ministre de l'intérieur, à un moment où la situation politique était particulièrement tendue, fin janvier 1849.
Il fut remplacé dans les Ardennes par Tiburce Foy, et revint vivre dans sa région natale, restant en dehors des affaires publiques durant le Second Empire, s'occupant notamment de viticulture. 
Il revint à la politique avec l’avènement de la Troisième République française. Il devient maire d'Ameugny en 1871. Il devint également membre, la même année, du conseil général de Saône-et-Loire pour le canton de Saint-Gengoux-le-Royal, puis président en 1883 de cette instance locale. Sa campagne, en 1871, reprenait le thème développé au niveau national par Léon Gambetta : les républicains sont les partisans de la paix et de la prospérité, et condamnent aussi bien la guerre franco-allemande dans laquelle s'est engagé inutilement la France sous le Second Empire, que la Commune, et toute guerre civile.
Le 5 janvier 1879, il fut élu  sénateur de Saône-et-Loire, le premier sur deux, par 641 voix sur 675 votants, sur une élection déclenchée par le décès du titulaire. Il fut réélu, au renouvellement triennal du 8 janvier 1892, de façon assez large : par 649 voix sur 679 votants. Alfred Mathey siégea dans le groupe de la gauche républicaine. Il se déclara républicain par conviction, et par tradition familiale, mais aussi éloigné du jacobinisme que de la monarchie. Il s'exprima avec la majorité, notamment pour les lois Ferry, pour la réforme du personnel judiciaire, pour le divorce, pour les crédits de l'expédition du Tonkin,  pour l'expulsion des princes, pour la nouvelle loi militaire,  pour le rétablissement du scrutin d'arrondissement (13 février 1889), et pour la procédure à suivre devant le Sénat contre le général Boulanger. Il fut réélu une dernière fois le 4 janvier 1891, et resta sénateur jusqu'à son décès.

## Sources
- « Alfred Mathey », dans Adolphe Robert et Gaston Cougny, Dictionnaire des parlementaires français, Edgar Bourloton, 1889-1891 [détail de l’édition]
- Pierre Goujon, Le vigneron citoyen. Mâconnais et Chalonnais (1848-1914), Paris, CTHS, 1992, 326 p.  (ISBN 2-7355-0254-6)